# Megamelus davisi
Megamelus davisi är en insektsart som beskrevs av Van Duzee 1897. Megamelus davisi ingår i släktet Megamelus och familjen sporrstritar. Inga underarter finns listade i Catalogue of Life.